# Stawy Echo
Stawy Echo − kompleks czterech stawów, znajdujący się na terenie Roztoczańskiego Parku Narodowego, których powierzchnia ogroblowana wynosi 39,87 ha.
Zespół stawów został założony w latach 1929–1934 w miejscu rozległych mokradeł dorzecza strugi Świerszcz, rozbudowany w okresie okupacji hitlerowskiej. Do 2002 kompleks składał się z 9 zbiorników. Po naturalizacji stawów istnieją 4 zbiorniki, w układzie zbliżonym do układu z okresu międzywojennego. Zbiorniki są stosunkowo płytkie. Ich głębokość waha się w granicach 0,5–1,5 m.
Stawy napełniane są wodą wczesną wiosną, natomiast zrzut odbywa się w pierwszych dniach listopada.
W założeniu, do wybudowania zbiornika w Rudce, części Zwierzyńca, największy staw (od strony miasta) wykorzystywany był w celach rekreacyjnych (plaża i kąpielisko). Użytkowanie plaży uruchomiło procesy erozyjne, które spowodowały cofanie się granicy lasu. Obecnie skarpa nad stawami jest zagospodarowana poprzez wybudowanie platformy widokowej i pomostów.
W rejonie Stawów Echo prowadzona jest czynna ochrona płazów.

## Galeria

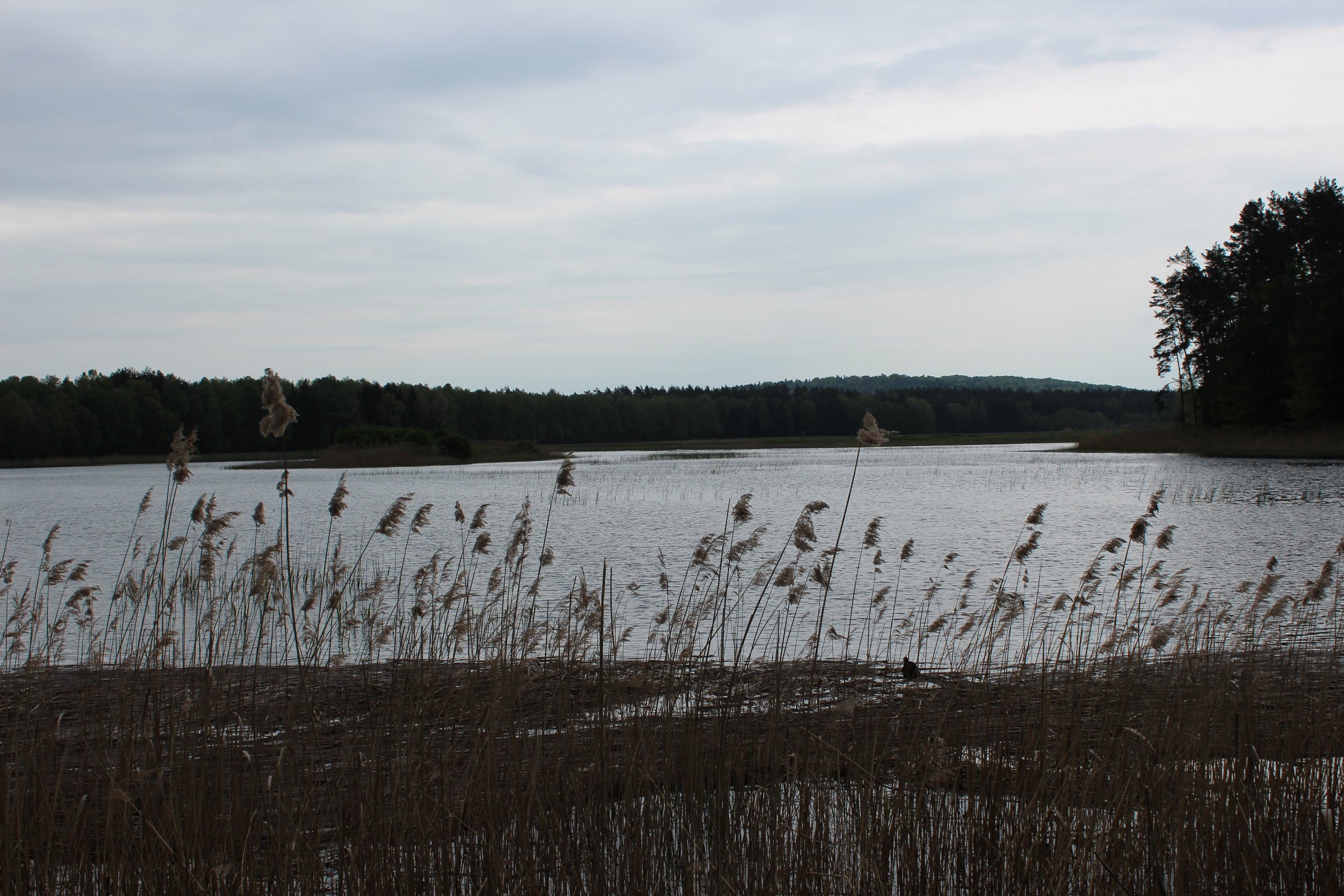
Stawy Echo
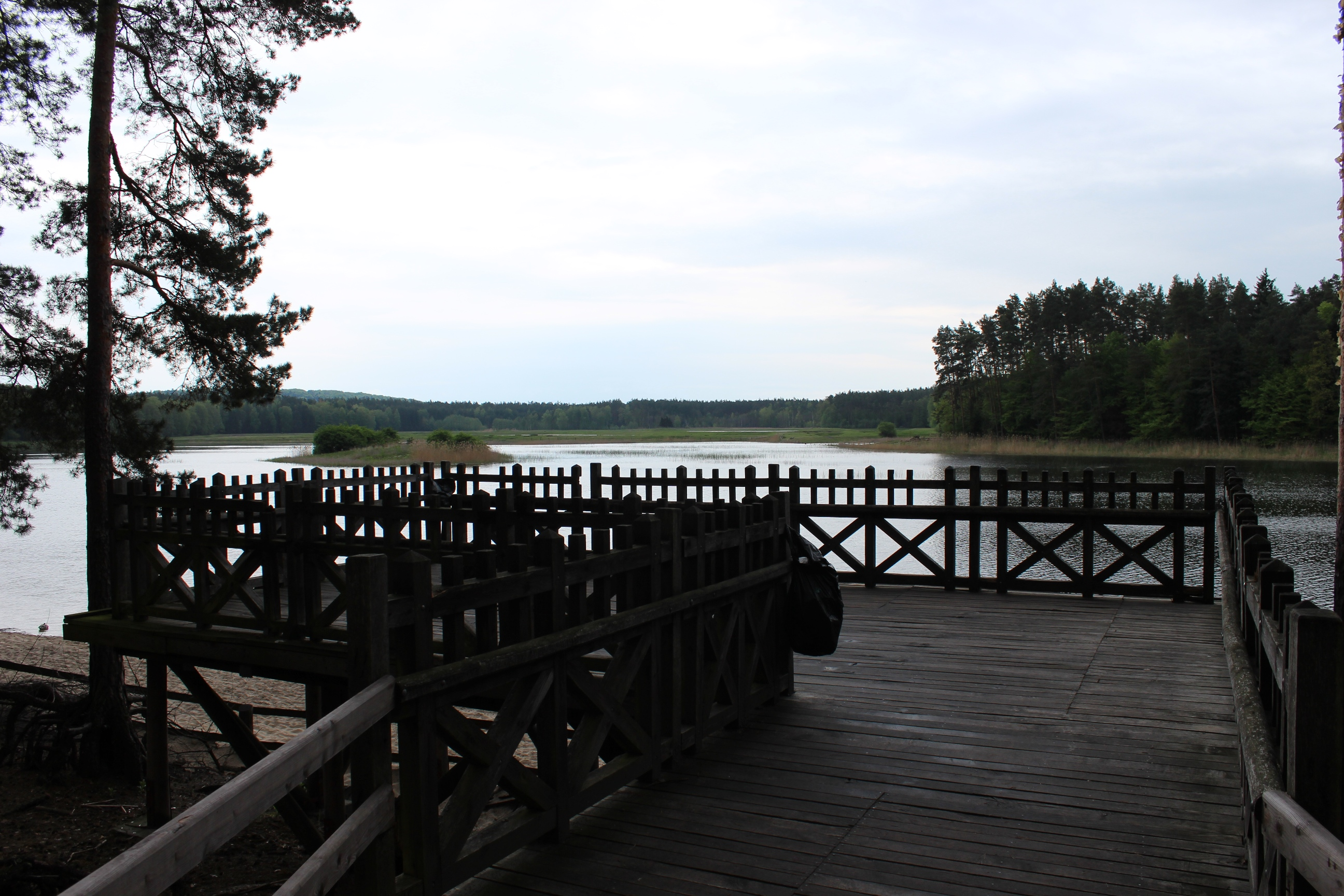
Platforma widokowa
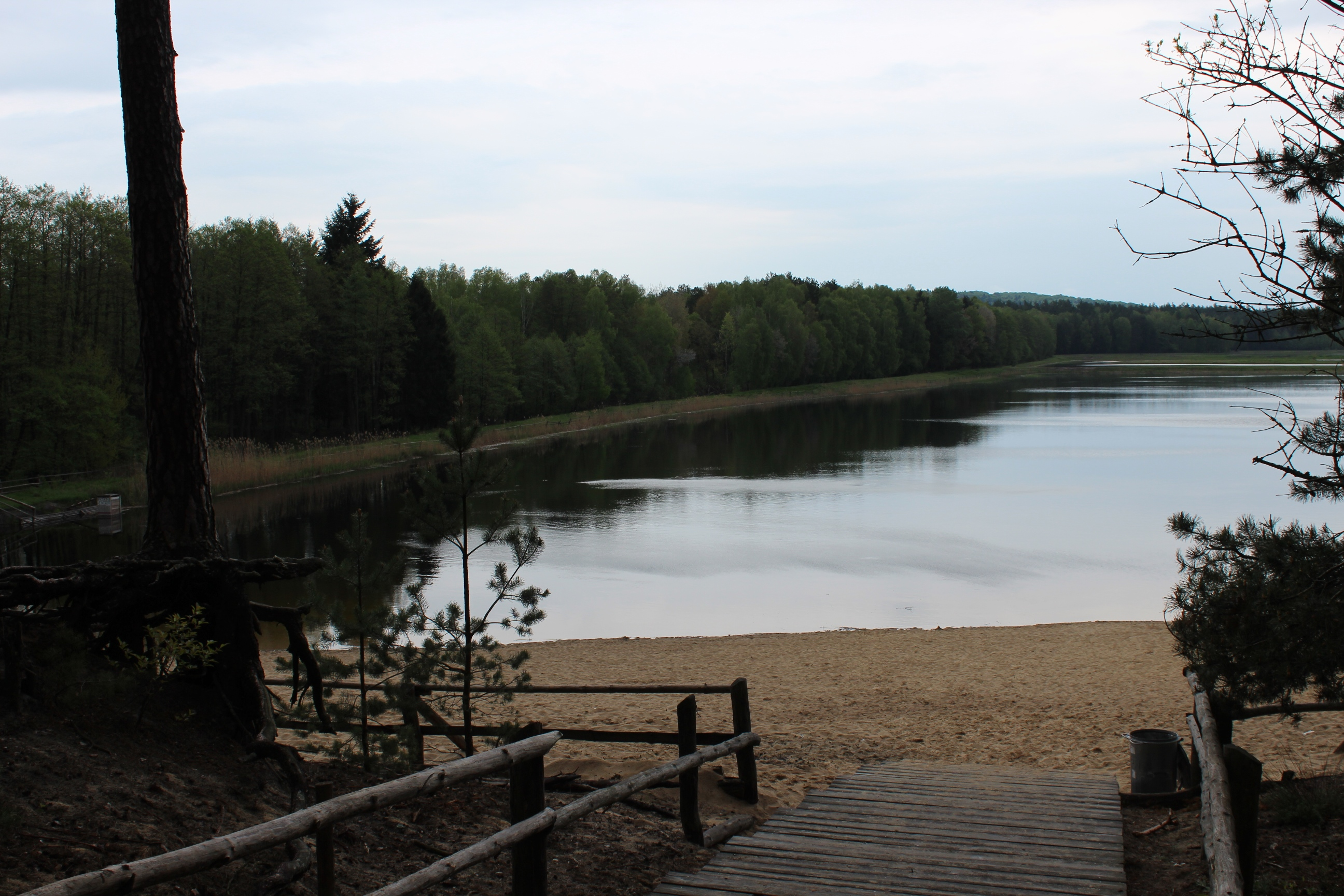
Zejście na plażę
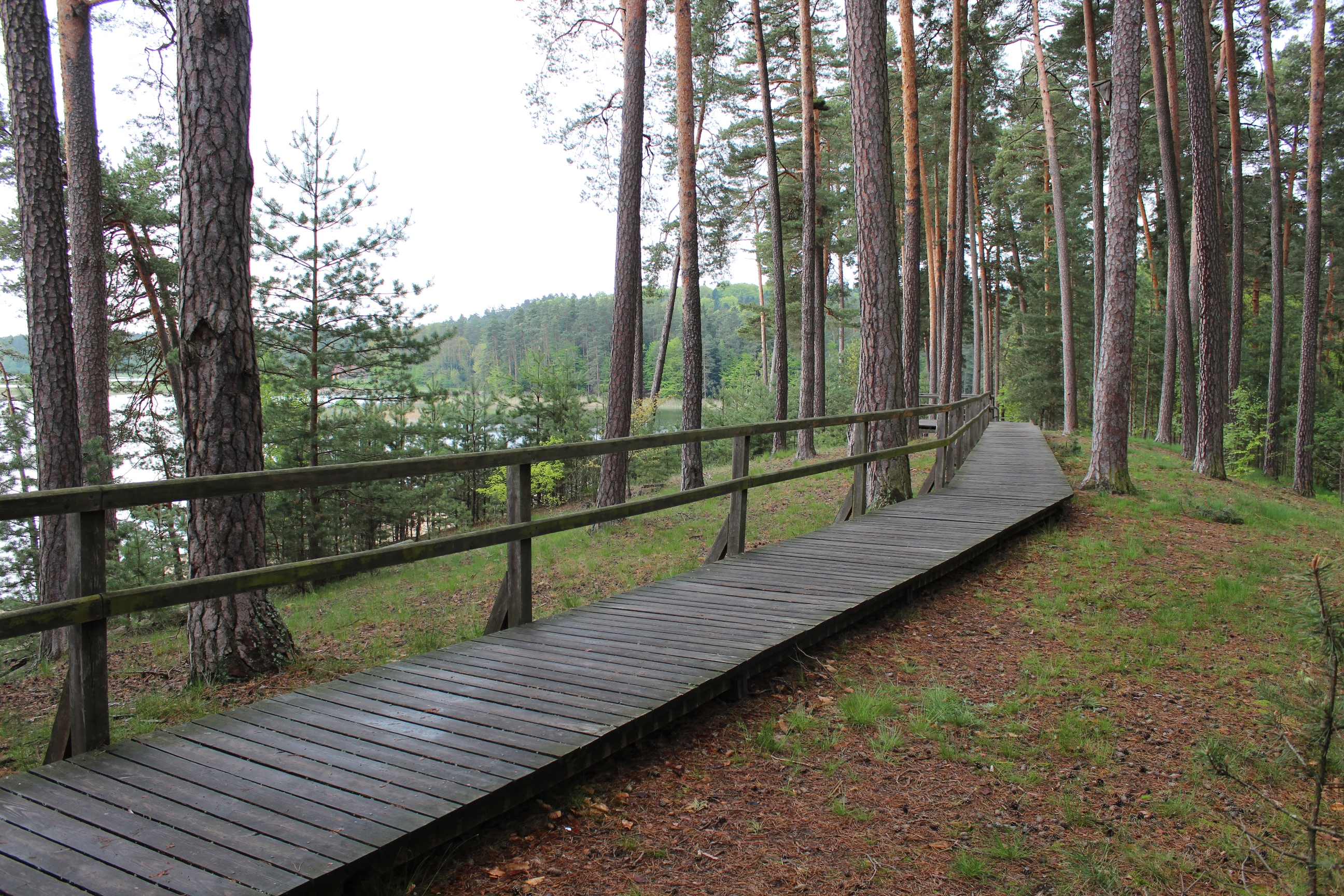
Kładka na skarpie
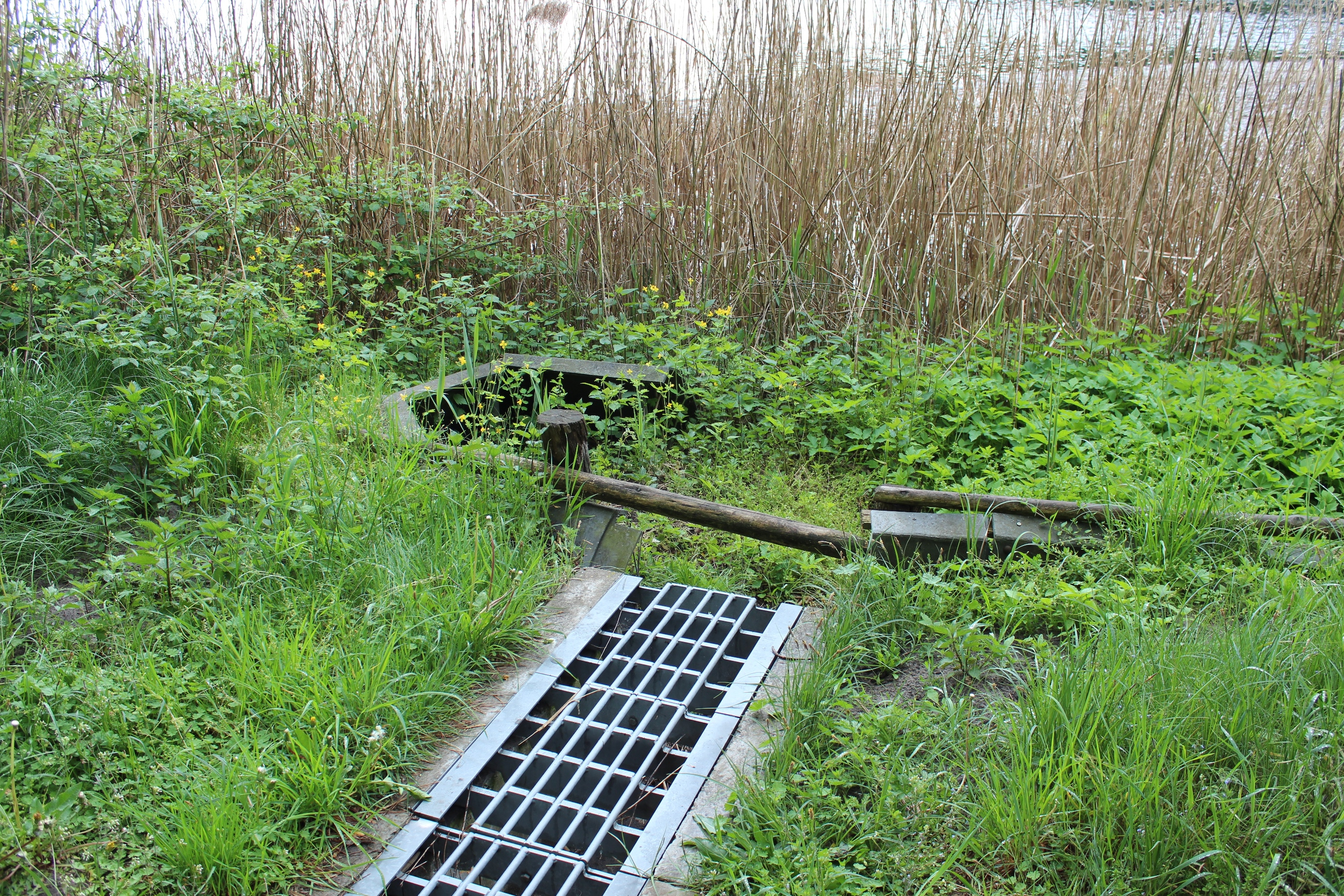
Infrastruktura ochrony płazów w rejonie Stawów Echo